# マツバラミチヒサ
マツバラミチヒサ（本名 松原充久（まつばら みちひさ）、Michihisa Matsubara、1963年4月27日 - ）は、愛知県出身の写真家。大阪芸術大学芸術学部写真学科。
株式会社阿部写真印刷、凸版印刷を経て2000年に、ベンチャーキャピタル(JAFCO)(日本アジア投資)(名古屋中小企業投資育成)からの出資を受け、株式会社ディーテレビを設立、多くのデータベース、マルチメディアに関わる特許申請多数行い、インターネット放送のシステム販売ビジネスを行う。

2009年閉鎖清算。

写真作品は多岐におよび、広告写真から、モータースポーツまで幅広くこなす。
印刷会社、ベンチャー企業経営の経験から、複数IT企業のアドバイザー、コンサルティングのほか、広告写真スタジオ株式会社クォーツ代表取締役、皮膚再生医療クリニック "ヒメクリニック"院長武藤ひめの運営代表を務める
前名古屋市長松原武久の長男。

## 経歴
- APA公益社団法人日本広告写真家協会正会員
- 2000年株式会社ディーテレビを設立、2009年清算。
- 2002年テレビ北海道 TvhセミナーにてNTTドコモ 大星公二会長とブロードバンド、モバイルビジネスにて講演[2]
- 2004年ZIP-FM 番組審議委員長
- 2005年愛・地球博公式FM愛称選考委員[3]
- 2007年3Dバーチャル空間名古屋テレビ放送セカンドライフRURU-CLUB運営[4]
- 2007年STUDIO-QUARTZオープン
- 2009年GALLERY-QUARTZオープン
- 2014年株式会社クォーツ設立 広告撮影、葬儀撮影、店舗ライティング、住宅ライティング事業を行う
- 2018年SNS、プロフィール写真に特化したブランディングフォトスタジオをオープン
- 2020年講演会オンライン化サービス　シンクキャストTVを開始 コロナ5類移行行動制限の解除に伴いサービス休止
- 2021年美容医療ヒメクリニック運営代表
- 2023年8月ヒメクリニックの第三種再生医療機関認定に伴い皮膚再生医療クリニックに変更
- 2025年5月一般社団法人再生医療ネットワーク 代表理事